# Assassin's Creed III
Assassin's Creed III är ett datorspel i Assassin's Creed-serien, utvecklat och utgivet av Ubisoft. Spelet släpptes i slutet av oktober 2012 till PlayStation 3 och Xbox 360, och senare under november till Wii U och Microsoft Windows. 2019 släpptes en remaster av spelet, vilket även inkluderade Assassin's Creed III: Liberation.

## Spelupplägg
En ny teknik som har tillkommit i Assassin's Creed III är trädklättring. I tidigare spel har det bara fungerat att klättra på byggnader, men nu är det möjligt att dessutom bestiga träd. Detta är för att Connor är mer ute i naturen än vad Altaïr och Ezio var i sina spel. Ubisoft har också utvecklat en helt ny spelmotor specifikt för Assassin's Creed III, AnvilNext. Motorn stödjer stora strider, med upp till 2000 personer på skärmen samtidigt, medan den förra motorn Anvil bara stödde upp till 100 personer. Spelmotorn stöder också plötsliga väderförändringar, vilket gör det möjligt att i ena stunden kan gå i solsken och nästa i regn.
I de tidigare spelen har lönnmördarnas främsta vapen varit "The Hidden Blade", men nytt är att Connor använder en tomahawk istället. Han har dock fortfarande "The Hidden Blade", men det är en modifierad version som gör att han kan stöta ut kniven och använda den genom att hålla i den. Kniven sitter däremot fortfarande fast tack vare ett snöre, och är inte helt lös. Alla Connors rörelser är helt nya, och inget är kopierat från Altaïr eller Ezio, med undantag av den klassiska hopprörelsen. Connor springer dessutom på ett annorlunda sätt. Ytterligare en ny sak som introduceras i Assassin's Creed III är djur. Nu är det möjligt att jaga djur, och sedan sälja dem till slaktare och andra NPC:s. Det går även att gå med i grupper, som exempelvis "Jägarnas klubb". Alex Hutchinson sade att om några jägare ser spelaren jaga, kan de plötsligt gå fram till en och fråga om man vill vara med i deras klubb.
Det har ställts många frågor om funktionerna från de tidigare spelen kommer att finnas i Assassin's Creed III, och då har Alex svarat att "Vi ville att så få funktioner som möjligt skulle vara med från de tidigare spelen, samtidigt som det fortfarande skulle kännas som Assassin's Creed."

## Handling
Spelet utspelar sig under det amerikanska revolutionskriget i Mohawk Valley samt området runt Boston och New York. Huvudpersonenerna i spelet är Desmond Miles och hans nyintroducerade förfader, Connor Kenway/Ratonhnhaké:ton (Raton'nagéton i svensk undertext). Connor är en infödd amerikan, med en brittisk far och en indiansk mor. I spelet följer man Connor från hans barndom, likt Ezio Auditore da Firenze i Assassin's Creed II. Connor är som alla andra lönnmördare ute efter att döda tempelriddare, och därför slåss han inte för någon särskild sida. Han verkar däremot få hjälp av den amerikanska sidan, och kommer under spelets gång att kriga med historiska personer, som exempelvis George Washington.

## Rollista
- Noah Watts - Raton'nagéton/Connor Kenway
- Nolan North - Desmond Miles/Ezio
- John de Lancie - William Miles
- Danny Wallace - Shaun Hastings
- Eliza Schneider - Rebecca Crane
- Roger Aaron Brown - Achilles Davenport
- Adrian Hough - Haytham Kenway
- Kaniehtiio Horn - Kaniehtí:io or Ziio
- Akwiratékha Martin - Kanen'tó:kon
- Kevin R. McNally - Aquila Robert Faulkner
- Shawn Baichoo - Stephane Chapheau
- Danny Blanco Hall - Daniel Cross
- Angela Galuppo - Deborah "Dobby" Carter
- Marcel Jeannin - Jamie Colley
- Phil Proctor - Warren Vidic
- Margaret Easley - Minerva
- Nadia Verrucci - Juno
- Gideon Emery - Reginald Birch

Historiska figurer
- Neil Napier - Charles Lee
- Allen Leech - Thomas Hickey
- Robert Lawrenson - John Pitcairn
- Harry Standjofski - Benjamin Church
- Julian Casey - William Johnson
- Fred Tatasciore  - Nicholas Biddle
- Andreas Apergis - Israel Putnam
- Robin Atkin Downes - George Washington
- John Emmet Tracy - Thomas Jefferson
- Tod Fennell - Mason Weems
- Bruce Dinsmore - Paul Revere
- Carlo Mestroni - Edward Braddock
- Jim Ward - Benjamin Franklin
- Mark Lindsay Chapman - Samuel Adams
- Paul Hopkins - Benedict Arnold
- Vince Corazza - Gilbert du Motier, markis av Lafayette

## Mottagande
Assassin's Creed III fick en hel del positiva recensioner, där recensenterna hyllade spelets grafik, berättelse, stridsmekanik, uppdrag och Homestead-systemet, samtidigt som man klagade på spelets buggar och några av uppdragens normativa utläggningar.
| Mottagande                | Mottagande                                           |
| Samlingsbetyg             | Samlingsbetyg                                        |
| Tjänst                    | Betyg                                                |
| ------------------------- | ---------------------------------------------------- |
| Gamerankings              | (PS3) 85.56% (X360) 84.81% (WiiU) 83,00% (PC) 80,75% |
| Metacritic                | (PS3) 85/100 (WiiU) 85/100 (X360) 84/100 (PC) 80/100 |
| Recensionsbetyg           |                                                      |
| Publikation               | Betyg                                                |
| 1UP.com                   | B−                                                   |
| Computer and Video Games  | 8,0/10                                               |
| Edge                      | 8/10                                                 |
| Electronic Gaming Monthly | 9,5/10                                               |
| Eurogamer                 | 9/10                                                 |
| Gamespot                  | (X360) 8,5/10 (WiiU) 7,5/10                          |
| IGN                       | 8,5/10 (PC) 8,6/10                                   |